# Danny Jones
 Der er for få eller ingen kildehenvisninger i denne artikel, hvilket er et problem. Du kan hjælpe ved at angive troværdige kilder til de påstande, som fremføres i artiklen.

Daniel Alan David Jones (født 12. marts 1986) er en af forsangerne og guitaristerne i den britiske popgruppe McFly. Han er opvokset i Bolton. Han har været med til at skrive teksterne på bandets fire albums.
Han var til en optagelsesprøve til boybandet V i den tro, at han skulle spille guitar her. Denne seance blev optaget af Tom Fletcher og de to blev venner. Sammen skrev de gruppens debutalbum Room on the 3rd Floor.
Danny har fem tatoveringer; den ene, som gruppemedlem Tom Fletcher har designet, er en stjerne på højre fod.
På hans venstre fod er der en kort tekst, som siger "good ef" forkortelse af good effort (god indsats).
En tatovering på højre skinneben/ankel med noder og sangtekster til Bruce Springsteen's 'If I Should Fall Behind' og andre former for motiver, men han viser dog aldrig hele tatoveringen frem, da han er bange for, at den vil blive kopieret. En af de nyeste fik han lavet i slutningen af sidste år, og den er på hans venstre overarm, og motivet er blandt andet en rose og en kvinde. Den nyeste fortsætter fra den næst-nyeste, og forestiller bl.a. nogle noder.
Sangen Don't Know Why skrev han sammen med sin søster Vicky. Den handler om, at deres far forlod familien, da Danny Jones var 15 år.